# Zlaté Hory (stacja kolejowa)
Zlaté Hory – stacja kolejowa w Zlatych Horach, w kraju ołomunieckim, w Czechach. Znajduje się na wysokości 440 m n.p.m. i jest stacją końcową linii kolejowej nr 297.